# منتخب مالاوي تحت 17 سنة لكرة القدم
منتخب مالاوي تحت 17 سنة لكرة القدم (بالإنجليزية: Malawi national under-17 football team)‏ هو ممثل مالاوي الرسمي في المنافسات الدولية في كرة القدم في فئة كرة قدم تحت 17 سنة للرجال، يديريه اتحاد مالاوي لكرة القدم.